# 高盧主義
高盧主義（法語：Gallicanisme），又譯為法蘭西論、教會自主論、教會自主權、限制教皇權力論等，是起始於中世紀法國天主教會的一种宗教理念，它主张君主或国家对天主教会所有的世俗权力与教宗所有的权力相类似，而各國教會應該享有較大的自主權，而非完全聽命於遠在羅馬的教宗；此与強調教宗至上的「越山主义」相对，並與聖公宗排斥教宗權威凌駕國家的做法有相似之處，区别是虽然该主张淡化教宗的权力，但并没有否认教宗作为教會首席所具有的权威要素。该理念源自法国，18世纪传播至低地国家。